# Bendigo Women's International 2013
Il Bendigo Women's International 2013, noto anche come William Loud Bendigo International per motivi di sponsorizzazione, è stata la quinta edizione di un torneo di tennis facente parte della categoria ITF Women's Circuit nell'ambito dell'ITF Women's Circuit 2013. Il torneo si è giocato a Bendigo in Australia dal 21 al 27 ottobre 2013 su campi in cemento e aveva un montepremi di $50,000.

## Partecipanti

### Teste di serie
| Nazionalità | Giocatrice      | Ranking* | Testa di serie |
| ----------- | --------------- | -------- | -------------- |
| Stati Uniti | Irina Falconi   | 165      | 1              |
| Australia   | Olivia Rogowska | 166      | 2              |
| Giappone    | Erika Sema      | 168      | 3              |
| Australia   | Casey Dellacqua | 181      | 4              |
| Giappone    | Sachie Ishizu   | 199      | 5              |
| Russia      | Arina Rodionova | 201      | 6              |
| Giappone    | Yurika Sema     | 206      | 7              |
| Francia     | Irena Pavlović  | 240      | 8              |

- Ranking al 14 ottobre 2013.

### Altre partecipanti
Giocatrici che hanno ricevuto una wild card:
- Naiktha Bains
- Pamela Boyanov
- Isabella Holland
- Ashley Keir

Giocatrici che sono passate dalle qualificazioni:
- Emma Hayman
- Ema Mikulčić
- Ayaka Okuno
- Karolina Wlodarczak

## Vincitrici

### Singolare
Casey Dellacqua ha battuto in finale  Noppawan Lertcheewakarn con il punteggio di 6–4, 6–4

### Doppio
Erika Sema /  Yurika Sema hanno battuto in finale  Monique Adamczak /  Olivia Rogowska con il punteggio di 3–6, 6–2, [11–9]